# Умершие в апреле 2011 года
Это список известных людей, соответствующих установленным критериям значимости (см. Википедия:Критерии значимости персоналий), умерших в апреле 2011 года.
Причина смерти указывается лишь в исключительных случаях (убийство, самоубийство, гибель в результате военных действий, смертная казнь, ДТП или несчастные случаи). В остальных случаях — не указывается.

## Список

### 1 апреля
- Аверкин, Орест Николаевич (67) — советский шахматист, международный мастер, заслуженный тренер РСФСР 1978[1].
- Лев Владимирович Баньковский — российский учёный, экономист УрО РАН.
- Исаак Бродский — советский скульптор-монументалист.
- Варкай Витхаятхил (83) — Глава Сиро-малабарской католической церкви, индийский кардинал[2].
- Георгий (Грязнов) (77) — епископ Челябинский и Златоустовский (1989—1996), викарий Калужской епархии, епископ Людиновский (с 1996), архиепископ с 2005 года[3].
- Левановский Валерий Николаевич (64) — советский и российский детский писатель[4].
- Мит, Бенно (85) — немецкий актёр. [www.kino-teatr.ru/kino/acter/euro/248482/works/]
- Русев, Георги (82) — болгарский актёр. [www.kino-teatr.ru/kino/acter/euro/210116/works/]
- Трофимов, Тарас (30) — екатеринбургский поэт, прозаик, журналист, лидер рокабилли-группы «Stockman», лауреат премии «ЛитератуРРентген» 2006 года, попал под поезд[5].

### 2 апреля
- Бардхи, Решат (76) — албанский религиозный деятель, руководитель ордена Бекташи[6].
- Варни, Билл (77) — американский звукорежиссёр, обладатель (1980, 1981) (Индиана Джонс: В поисках утраченного ковчега; Звёздные войны. Эпизод V: Империя наносит ответный удар) и номинант кинопремии Оскар[7].
- Хмара, Павел Феликсович (81) — российский поэт, преимущественно юморист, а также автор слов к эстрадным песням[8].
- Чаптыков, Владимир Герасимович (70) — хакасский классический певец, заслуженный работник культуры РСФСР, (1984), народный артист Хакасии (1994), министр культуры Хакасии (1992—2000)[9].

### 3 апреля
- Голубева, Зинаида Сергеевна (86) — советский и украинский литературовед, критик, доктор филологических наук.
- Джарр, Кевин (56) — американский сценарист. (Тумстоун, Слава, Мумия, Рэмбо: Первая кровь 2), номинант премии «Золотой глобус» за лучший сценарий (1989)[10]
- Конюхов, Станислав Николаевич (73) — учёный, инженер и конструктор в аэрокосмической области, лауреат Государственной премии СССР, Герой Украины (2004)[11].
- Лядин, Евгений Иванович (84) — советский футболист и тренер, полузащитник московского «Локомотива» (1948—1956), заслуженный тренер СССР, главный тренер юношеской сборной СССР (1965—1972, 1979—1982), победитель турниров УЕФА 1966 и 1967 годов[12].
- Прусофф, Уильям (William Herman Prusoff) (90) — американский фармаколог, создатель антивирусных препаратов идоксуринина и ставудина[13].
- Солодова, Елизавета Михайловна (89) — актриса Малого театра, народная артистка РСФСР. [www.kino-teatr.ru/teatr/acter/w/ros/6481/bio/].
- Сондерман, Густаво (29) — бразильский автогонщик, несчастный случай во время гонки[14].

### 4 апреля
- Вуксанович, Бошко (83) — югославский ватерполист, серебряный призёр Олимпийских игр в Хельсинки (1952)[15].
- Димовская, Доста (57) — министр внутренних дел Македонии (1999—2001), вице-премьер (1998—1999, 2001—2002), поэт; последствия инсульта[16].
- Елагина, Екатерина Николаевна (84) — советский геолог, первооткрыватель кимберлитовой трубки «Мир»[17].
- Кобельков, Михаил Егорович (55) — основатель Российского центра защиты леса; инфаркт[18].
- Коламбус, Скотт (54) — бывший барабанщик группы Manowar[19].
- Крэйг, Томас (68) — уэльский писатель и сценарист[20].
- Лаго, Джексон (76) — бразильский политик, губернатор штата Мараньян (2007—2009), мэр Сан-Луиса (1989—1992, 1997—2002)[21].
- Мер-Хамис, Джулиано (52) — израильский актёр и режиссёр театра и кино, убийство[22].
- Маквэртер, Нед Рей (80) — американский политик, губернатор штата Теннесси (1987—1995)[23].
- Пол, Витта (73) — германская актриса[24]
- Пшибыльский, Бронислав Казимеж (69) — польский композитор и музыкальный педагог[25].
- Реусов, Владимир Алексеевич (85) — украинский архитектор[26].
- Робсон, Уэйн (64) — канадский киноактёр[27].
- Туньяс, Хуан (93) — кубинский футболист, игрок национальной сборной[28].

### 5 апреля
- Аллентофт, Лис (94) — датская актриса. [www.kino-teatr.ru/kino/acter/euro/334151/works]
- Брецца, Джанни (68) — итальянский актёр. [www.kino-teatr.ru/kino/acter/euro/332861/works/]
- Бламберг, Барух (86) — американский учёный, лауреат Нобелевской премии по медицине, первооткрыватель вируса гепатита B и создатель вакцины от него; инфаркт[29].
- Быстрова, Нина Александровна (67) — заслуженный мастер спорта СССР по академической гребле, шестикратная чемпионка Европы, серебряный призёр чемпионата мира, многократная чемпионка СССР[30].
- Иванов, Андрей Владимирович (63) — киновед и продюсер, вице-президент Гильдии киноредакторов Союза кинематографистов России[31].
- Игнащенко, Анатолий Фёдорович (81) — украинский архитектор, народный художник Украины, почётный академик Национальной академии искусств Украины[32].
- Лемешонок, Евгений Семёнович (89) — российский актёр, народный артист РСФСР [www.kino-teatr.ru/teatr/acter/ros/261346/bio/].
- Нанерис. Никифорос (71) — греческий актёр[33].
- Патассе, Анж-Феликс (74) — президент Центральноафриканской Республики (1993—2003), премьер-министр (1976—1978)[34].

### 6 апреля
- Бирман, Игорь Яковлевич (82) — советский экономист[35].
- Линдсей, Фредерик (97) — британский спортсмен, выступавший в хоккее на траве, серебряный призёр Олимпийских игр в Лондоне (1948)[36].
- Моррис, Джонни (87) — английский футболист, игрок клубов «Манчестер Юнайтед», «Дерби Каунти», «Лестер Сити» и сборной Англии[37].
- О’Брайэн, Скип (60) — американский актёр[38].
- Рябушинский, Андрей (42) — российский пародист, лауреат премии «Золотой граммофон» (2001)[39].
- Сухата (58) — индийская актриса[40].
- Финнерман, Джералд Перри (79) — американский актёр[41].

### 7 апреля
- Берзиньш, Артур (78) — латвийский актёр. [www.kino-teatr.ru/kino/acter/m/post/422/works]
- Макгуайр, Эдвард Джон (58) — вице-президент скаутского бюро НХЛ[42]
- Сысоев, Всеволод Петрович (99) — российский дальневосточный писатель[43]
- Федоричев, Игорь (52) — российский цыганский музыкант, руководитель ансамбля «Русска рома»[44].
- Шматов, Анатолий Петрович (75) — полковник космических войск в отставке, заслуженный испытатель ракетной космической техники СССР, ветеран космодрома «Байконур»[45].
- Касьян, Лилия Ивановна (73) — химик-органик, заслуженный учёный Украины, профессор Днепропетровского Национального Университета им. О.Гончара[46].

### 8 апреля
- Десанти, Доминик (90) (урожд. Перская) — французская писательница русского происхождения[47].
- Зуасти. Елена (75) — уругвайская актриса[48].
- Катан, Даниэль (62) — мексиканский классический композитор[49].
- Коновалов, Евгений (63) — белорусский музыкант, поэт, ветеран белорусского рока[50].
- Стерн, Хедда (100) — американская художница в русле абстрактного экспрессионизма[51].
- Степанов, Василий Матвеевич (83) — советский тяжелоатлет, серебряный призёр Олимпийских игр в Мельбурне (1956), чемпион мира и Европы (1955)[52].

### 9 апреля
- Лоусон, Джеральд (70) — изобретатель игровых картриджей[53].
- Люмет, Сидни (86) — американский кинорежиссёр. обладатель кинопремии Почётный Оскар (2005); лимфома[54].
- Николс, Роджер (66) — американский звукорежиссёр и продюсер семикратный обладатель премии Грэмми[55].

### 10 апреля
- Русяев, Михаил Анатольевич (46) — советский и российский футболист. Чемпион России 1992[56]
- Новиков, Владимир Петрович (51) — последний начальник штаба 35 бригады кораблей измерительного комплекса, капитан 1-го ранга.[источник не указан 4947 дней]

### 11 апреля
- Бинфорд, Льюис (79) — американский археолог, лидер движения «Новой археологии»[57].
- Костюковский, Яков Аронович (89) — советский драматург, киносценарист, писатель-сатирик[58].
- Кузенков, Валерий Павлович (69) — заслуженный тренер РСФСР по баскетболу, судья всесоюзной категории[59].
- Скулар, Анджела (65) — британская актриса[60]
- Титович, Владимир Васильевич (90) — Герой Советского Союза.

### 12 апреля
- Булгаков, Григорий Александрович (95) — краснодарский художник, заслуженный художник России[61].
- Бхоумик, Сачин (80) — индийский сценарист[62].
- Кальтенбруннер, Герд-Клаус (72) — австрийский философ консервативного направления.
- Полис, Янис (72) — советский и латвийский учёный-фармаколог, создатель одного из первых методов производства антивирусного препарата римантадин[63].
- Рыжков, Иван Ермолаевич (90) — советский военный и государственный деятель, участник Великой Отечественной войны, артиллерист, Герой Советского Союза.
- Тагро, Дезире (52) — ивуарийский политик, министр внутренних дел (2007—2010)[64]
- Тихий, Мирослав (84) — чешский фотограф[65].
- Харман, Сидни (92) — американский предприниматель, основатель аудиофильской компании Harman/Kardon и владелец журнала «Newsweek»; острый миелоидный лейкоз[66].

### 13 апреля
- Вашичек, Зденек (78) — чешский философ, археолог и диссидент[67].
- Казаччи, Ферручио (?6) — итальянский актёр. [www.kino-teatr.ru/kino/acter/euro/332823/works/]
- Никифоров, Борис Николаевич (78) — советский и российский актёр театра и кино. [www.kino-teatr.ru/kino/acter/m/ros/10070/works/]

### 14 апреля
- Альмеев, Усман Гафьятович (95) — татарский оперный певец, народный артист Республики Татарстан[68].
- Асиятилов, Суракат Хавалович (78) — дагестанский учёный, спортсмен и политик, старейший депутат Народного собрания Республики Дагестан[69]..
- Бэннистер, Тревор (74) — английский актёр[70].
- Брюнинг, Уолтер (114) — американский долгожитель, старейший мужчина Земли на момент смерти[71].
- Гитин, Борис Петрович (74) — советский и российский актёр. [www.kino-teatr.ru/kino/acter/m/sov/982/bio/]
- Говорущенко, Николай Яковлевич (86) — советский и украинский учёный, доктор технических наук.
- Головизнин, Максим (40) — член совета регионального отделения партии «Справедливая Россия» по Свердловской области[72].
- Ибрагим, Эмиль (37) — азербайджанский пианист; рак[73].
- Липскомб, Уильям Нанн (91) — американский химик, лауреат Нобелевской премии по химии[74].
- Мустафин, Рафаэль Ахметович (79) — татарский писатель[75].
- Полянский, Николай Михайлович (65) — художник-график, скульптор, член Союза художников, заслуженный деятель культуры и искусства[76].
- Седар, Джон (80) — американский актёр. [www.kino-teatr.ru/kino/acter/hollywood/104197/works/]
- Хегай, Илья Николаевич (80) — российский художник[77].

### 15 апреля
- Браун, Уолтер (85) — австралийский байдарочник, бронзовый призёр Олимпийских игр в Мельбурне (1956)[78].
- Гурвич, Перси Борисович (91) — владимирский педагог, общественный деятель и политолог, профессор Владимирского государственного гуманитарного университета[79].
- Ла Скола, Винченцо (53) — итальянский оперный певец (тенор)[80].
- Мынбаев, Тимур Каримович (67) — дирижёр, композитор, музыковед, заслуженный деятель искусств Казахстана, профессор. [www.kino-teatr.ru/teatr/activist/252347/bio/]
- Окрепилов, Игорь Валентинович (63) — петербургский актёр театра и кино. [www.kino-teatr.ru/kino/acter/m/sov/25626/bio/]
- Поздняков, Валерий Филиппович (72) — Заслуженный тренер РСФСР (1975), «Лучший тренер столетия Красноярского края» (2000)[81]
- Соколов-Добреев, Орлин Ильич (74) — волгоградский архитектор[82].
- Витторио Арригони (36) — итальянский журналист.

### 16 апреля
- Биджан (67) — ирано-американский дизайнер, владелец «самого дорогого магазина в мире»[83].
- Блейкни, Аллан (85) — канадский политик, премьер-министр провинции Саскачеван (1971—1982)[84].
- Гуржий, Фёдор Павлович (96) — участник Великой Отечественной войны, наводчик 76-мм орудия, гвардии старшина, полный кавалер ордена Славы.
- Сакс, Сол (100) — американский сценарист и продюсер[85].
- Шинесиньо (75) — бразильский футболист, полузащитник бразильских и итальянских клубов Палмейрас, Ювентус и др. и сборной Бразилии[86].

### 17 апреля
- Биктимиров, Тофик Зиятдинович — ульяновский нейрохирург, академик РАЕН[87].
- Дэдзаки, Осаму (67) — японский аниматор.
- Лисин, Николай Павлович (46) — депутат Верховной Рады Украины от Партии регионов; ДТП[88].
- Матросов, Владимир Мефодиевич (78) — советский учёный в области механики, академик АН СССР (1987)[89].
- Перес, Антонелло Джозеф (18) — филиппинский актёр. [www.kino-teatr.ru/kino/acter/m/asia/333832/bio/]
- Савай Бхавани Сингх (79) — последний Махараджа Джайпура (1970)[90].
- Сэрразин, Майкл (70) — канадский актёр (Загнанных лошадей пристреливают, не правда ли?, Всё ради Пита). [www.kino-teatr.ru/kino/acter/m/hollywood/99329/bio/]

### 18 апреля
- Артамонов, Михаил Дмитриевич (88) — российский учёный-ракетчик, педагог.
- Буримович, Алексей Григорьевич (87) — председатель профсоюза рабочих судостроительной промышленности СССР (1965—1989)[91].
- Валиджанов, Исрапил Гаджиевич (42) — лидер группировки Джамаат «Шариат»[92].
- Видович, Ивица (72) — хорватский актёр[93].
- Адефеми, Олубайо (25) — нигерийский футболист, игрок национальной сборной, серебряный призёр летних Олимпийских игр 2008 года, автомобильная авария[94].
- Пищатовский Анджей (65) — польский актёр. [www.kino-teatr.ru/kino/acter/euro/220892/bio/]
- Сальдарини, Джованни (86) — итальянский кардинал, архиепископ Турина (1989—1999)[95].
- Суслова, Эра Васильевна (86) — нижегородская актриса, Народная артистка РСФСР (1974)[96].
- Ферреро, Пьетро (47) — сын Микеле Ферреро, итальянский предприниматель, совладелец и исполнительный директор шоколадной компании Ferrero — создательницы конфет Raffaello и Ferrero Rocher[97].
- Шефер, Уильям Дональд (89) — американский политик, губернатор штата Мэриленд (1987—1995)[98].

### 19 апреля
- Вайтц, Грете (57) — норвежская спортсменка (лёгкая атлетика), одна из сильнейших марафонок мира в 1980-х гг, чемпионка мира (1983) и серебряный призёр Олимпийских игр (1984)[99]. Архивная копия от 1 мая 2011 на Wayback Machine
- Нюбре, Серж (72) — французский актёр[100].
- Рябинин, Вячеслав Геннадьевич (63) — златоустовский учитель, победитель первого всесоюзного педагогического конкурса «Учитель года» (1990)[101].
- Слейден, Элизабет (63) — британская актриса (Доктор Кто, Приключения Сары Джейн). [www.kino-teatr.ru/kino/acter/euro/49230/bio]
- Тихомиров, Владимир Георгиевич (67) — поэт, переводчик, драматург[102].
- Линн Чандноис (англ. Lynn Chandnois) (86) — выдающийся игрок в американский футбол из США.

### 20 апреля
- Браун, Аллан (84) — шотландский футболист и тренер, игрок национальной сборной (1950—1954)[103].
- Воеводин, Юрий Николаевич (74) — председатель горисполкома Тулы (1986—1990), лауреат Государственной премии СССР[104].
- Дэвис, Меделин (90) — американский сценарист и продюсер, обладатель премии «Золотой глобус» (1979)[105].
- Кавторин, Владимир Васильевич (70) — петербургский писатель, публицист и критик, один из учредителей Союза писателей Санкт-Петербурга (1991)[106].
- ЛаПорт, Мэтт (40) — гитарист JON OLIVA'S PAIN[107]
- Миранда, Освальдо (96) — аргентинский актёр[108].
- Михайлик, Яков Данилович (88) — Герой Советского Союза.
- Смит, Джерард (34) — американский музыкант, басист группы TV on the Radio; рак лёгких[109].
- Смит, Керри — новозеландская актриса, теле- и радиоведущая; рак[110].
- Хетерингтон, Тим (40) — американский фотокорреспондент, режиссёр и продюсер, номинант на кинопремию «Оскар» за лучший документальный фильм («Растрепо») (2011); погиб под миномётным обстрелом в Ливии[111]
- Хондорс, Крис (41) — американский фотокорреспондент; погиб в Ливии[112].
- Штраль, Эрвин (72) — Австрийский актёр. [www.kino-teatr.ru/kino/acter/m/euro/215657/bio/]

### 21 апреля
- Гарфинкель, Гарольд (93) — американский социолог, профессор Калифорнийского университета, создатель этнометодологии[113].
- Муханнад — главарь бандитов арабского происхождения орудующих в Чечне[114].
- Ильин, Юрий Михайлович (62) — российский бадминтонный тренер[115]
- Мэтьюс, Макс (84) — американский инженер, профессор, пионер компьютерной музыки[116].
- Танака, Ёсико (55) — японская актриса; рак молочной железы[117].
- Торопов, Иван Григорьевич (82) — Народный писатель Коми, лауреат Государственной премии РСФСР имени М. Горького (1984)[118].
- Эйнштейн, Эвелин (69) — приёмная внучка Альберта Эйнштейна[119].
- Кунце, Пауло (67) — бразильский автогонщик, травмы, полученные во время гонки 17 апреля[120].

### 22 апреля
- Ахтер, Моин (60) — пакистанский актёр. [www.kino-teatr.ru/kino/acter/asia/333853/works/]
- Киричок, Олег Игоревич (48) — украинский геральдист, фалерист[121].
- Козаков, Михаил Михайлович (76) — советский, российский и израильский режиссёр, сценарист, актёр театра и кино. Народный артист РСФСР (1980). Лауреат Государственной премии СССР (1967)[122].
- Кузин, Валерий Анатольевич (79) — петербургский актёр, заслуженный артист России. [www.kino-teatr.ru/kino/acter/m/ros/14704/bio/]
- Курвер, Вил (86) — нидерландский футболист и тренер («Фейеноорд»), обладатель Кубка УЕФА 1974 года[123].
- Лагун, Сергей (23) — белорусский тяжелоатлет, серебряный (2009) и бронзовый (2010) призёр чемпионатов мира в весовой категории до 85 кг, автокатастрофа[124].
- Монден,Карлос (73) — мексиканский актёр[125].
- Эриксон, Аннализа (97) — шведская актриса[126].

### 23 апреля
- Мамедханов, Анар Джамали оглы (40) — капитан команды КВН «Парни из Баку»[127].
- Ога, Норио (81) — президент японской корпорации Sony, (1982—1995), дирижёр[128].
- Станислав Михеев (70) — российский физик, главный научный сотрудник Отдела лептонов высоких энергий и нейтринной астрофизики.
- Салливан Джон (64) — британский сценарист, композитор и продюсер[129].
- Стул, Макс ван дер (86) — нидерландский политик и дипломат, министр иностранных дел Нидерландов (1973—1977, 1981—1982)[130].
- Тилдерз, Мэтью (69) — австралийский музыкант, «крестный отец» австралийского блюза[131].
- Шахтахтинский, Мухаммедэмин (78) — азербайджанский учёный-физик, действительный член Национальной Академии Наук Азербайджана, доктор физико-математических наук, профессор[132].

### 24 апреля
- Азероглу, Балаш (89) — азербайджанский поэт[133].
- Наванг Гомбу (79) — индийский альпинист, шерпа, первый человек, поднявшийся на Эверест дважды (1965)[134].
- Пизье, Мари-Франс (66) — французская актриса[135].
- Сатья Саи Баба (84) — индийский религиозный деятель; сердечная недостаточность[136].
- Цапов, Иван Иванович (88) — Герой Советского Союза.

### 25 апреля
- Дущенко, Евгений Васильевич (85) — советский и украинский дирижёр, педагог. Народный артист Украинской ССР. Профессор.
- Зубков, Андрей (30) — российский и эстонский актёр, трагически погиб. [www.kino-teatr.ru/teatr/acter/post/317214/bio/]
- Лиопо, Георгий Ильич (88) — белорусский инженер-строитель. Заслуженный строитель БССР.
- Лисютина, Александра (47) — Советская актриса (Бриллиантовая рука) и врач — стоматолог[137]
- Миллс, Бернард Ярнтон (90) — австралийский инженер и астроном, пионер радиоастрономии в Австралии.
- Минору Танака (44) — японский актёр[138].
- Моррис, Айлвин (90) — уэльский актёр[139].
- Поли Стайрин (53) — английская певица и автор песен, солистка панк-рок группы новой волны X-Ray Spex, рак груди[140].
- Рохас, Гонсало (93) — чилийский поэт[141]
- Таяр, Авраам (87) — израильский политик, депутат кнессета.
- Ярочкин, Анатолий Иванович (57) — Глава Федерального агентства по туризму (с 2008)[142]

### 26 апреля
- Беллози, Лучано (74) — итальянский искусствовед[143].
- Коссет, Джон (55) — американский телевизионный продюсер[144].
- Лич, Генри (87) — британский адмирал, Первый морской лорд (1979—1982)[145]

### 27 апреля
- Вилкерсон, Давид (79) — американский проповедник; автомобильная авария[146].
- Князев, Григорий Никифорович (81) — министр внутренних дел Казахской ССР (1986—1990)[147]
- Кон, Игорь Семёнович (82) — социолог, антрополог, философ[148]
- Кулибали, Ибрагим (47) — ивуарийский военный деятель, лидер повстанцев, убит[149].
- Стокке, Даг (44) — норвежский музыкант; клавишник норвежской хард-рок-группы TNT; умер от рака[150].

### 28 апреля
- Кэмпбелл, Уильям (84) — американский актёр. (Люби меня нежно, Звёздный путь: Оригинальный сериал, Безумие-13)[151]
- Лебедев, Юрий Николаевич (67) — российский сценарист и режиссёр. [www.kino-teatr.ru/kino/director/ros/40825/bio/]
- Лоретан, Эрхард (52) — швейцарский альпинист[152].
- Румянцева, Юлия (42) — монтажёр и продюсер, супруга Александра Рогожкина; самоубийство[153]

### 29 апреля
- Башановский, Вальдемар (75) — польский тяжёлоатлет, двукратный олимпийский чемпион в полусреднем весе (1964, 1968 гг.), пятикратный чемпион мира (1961, 1964, 1965, 1968 и 1969), обладатель 25 мировых рекордов[154].
- Джаппуев, Аскер Темботович (40) — чеченский террорист, главарь бандитского подполья Кабардино-Балкарии; убит[155].
- Крайнев, Владимир Всеволодович (67) — российский пианист, музыкальный педагог, народный артист СССР (1990)[156].
- Магомедов, Гаджи-Бахмуд (87) — дагестанский златокузнец, народный художник России[157].
- Ральф Парве (91) — советский эстонский писатель, заслуженный писатель Эстонской ССР (1959)[158].
- Расс, Джоанна (74) — американская писательница[159].
- Родригеш, Жозе Мануэль ди Бетанкур (92) — губернатор португальской Гвинеи (1973—1974)[160].
- Санторо, Уолтер (89) — уругвайский политик, министр труда и социального обеспечения (1963—1964)[161].
- Хворов, Андрей Геннадьевич (49) — российский актёр театра и кино, каскадёр. [www.kino-teatr.ru/kino/acter/m/ros/4610/bio/]
- Шестаков, Всеволод Михайлович (83) — доктор технических наук, профессор и зав кафедрой гидрогеологии геологического факультетаМГУ, актёр театра и кино. [www.kino-teatr.ru/kino/acter/sov/15243/bio/]

### 30 апреля
- Асмус, Рональд (53) — американский политолог, исполнительный директор фонда Германа Маршалла[162].
- Кханду, Дорджи (56) — индийский политический деятель, премьер-министр штата Аруначал-Прадеш (c 2007), крушение вертолёта[163].
- Максимов, Евгений Григорьевич (72) — российский физик, член-корреспондент РАН[164].
- Окас, Эвальд Карлович (95) — эстонский художник, Народный художник СССР (1963), Герой Социалистического Труда (1985)[165].
- Омуракунов, Мухтар (45) — лидер киргизской оппозиционной партии «Замандаш», утонул на Кубе[166].
- Сабато, Эрнесто (99) — аргентинский писатель и художник[167].
- Сантас, Апостолос (89) — греческий коммунист, деятель греческого движения Сопротивления[168].
- Тернбулл, Эдди (88) — шотландский футболист, тренер[169].
- Холмс, Ричард (65) — британский военный историк[170].